# ポッジョフィオリート
ポッジョフィオリート（イタリア語: Poggiofiorito）は、イタリア共和国アブルッツォ州キエーティ県にある、人口約900人の基礎自治体（コムーネ）。

## 地理

### 位置・広がり

#### 隣接コムーネ
隣接するコムーネは以下の通り。
- アリエッリ
- クレッキオ
- フリーザ
- ランチャーノ
- オルソーニャ